# Pierrepont (Calvados)
Pierrepont település Franciaországban, Calvados megyében. Lakosainak száma 84 fő (2022. január 1.). Pierrepont Le Détroit, Les Loges-Saulces, Martigny-sur-l’Ante, Saint-Germain-Langot és Tréprel községekkel határos.

## Népesség
A település népessége az elmúlt években az alábbi módon változott:
| Lakosok száma | 112  | 89   | 92   | 93   | 93   | 93   | 93   | 89   | 87   | 84   |
|               | 1968 | 1982 | 1990 | 2006 | 2013 | 2015 | 2017 | 2019 | 2020 | 2022 |